# Grafit Verlag
Der Grafit Verlag wurde 1989 in Dortmund gegründet. Seit dem 1. Januar 2019 gehört er zum Emons Verlag in Köln.

## Geschichte

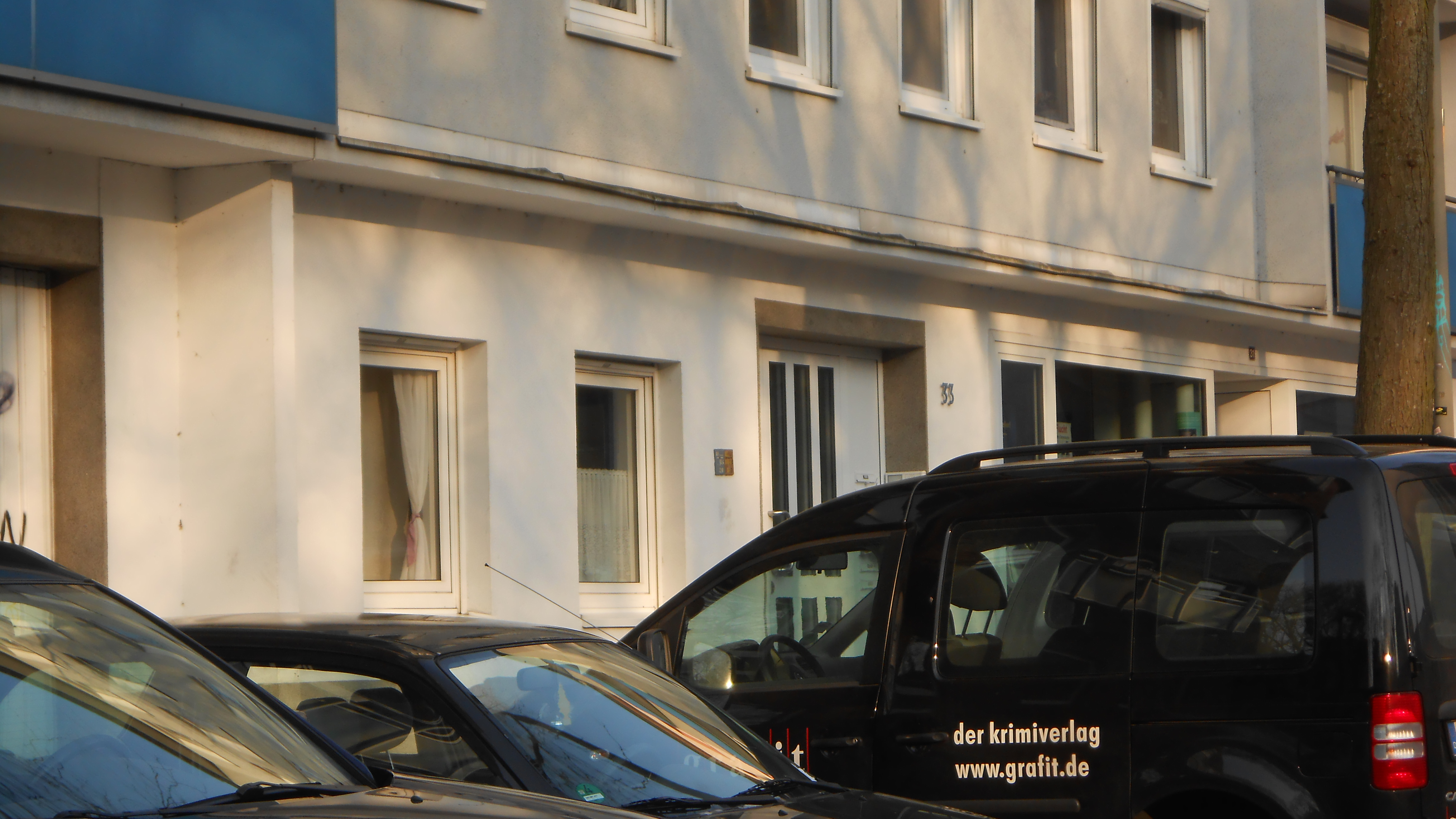
Wagen des Grafit Verlages unweit des ehemaligen Verlagssitzes in Dortmund

Rutger Booß gründete 1989 in Dortmund einen Privatverlag, in dem er Sachbücher und Kriminalromane veröffentlichte, deren Rechte er vom Weltkreis Verlag übernommen hatte. Weltkreis war ein Verlag der politischen Linken, der 1987 vom DKP-nahen Pahl-Rugenstein Verlag übernommen worden war. Im Jahr 1989 ging der Pahl-Rugenstein Verlag insolvent, für den Booß als Lektor gearbeitet hatte.
Der Verlagsname Grafit geht auf einen Vorschlag des Autors und Journalisten Werner Schmitz zurück, der „etwas Griffiges“ wollte. Schon im Gründerjahr wurden neue Bücher veröffentlicht, wie der Kriminalroman „Das Ekel von Datteln“ von Reinhard Junge und Leo P. Ard (eigentlich Jürgen Pomorin). Anfang der 1990er-Jahre veröffentlichte die Lebenspartnerin von Pomorin, Birgit Grosz, Reiseführer über Ostdeutschland („Übernachten in den neuen Bundesländern“), die bis in die Mitte der 90er Jahre die erfolgreichsten Buchtitel des Verlages waren. Trotzdem setzte man immer mehr auf deutsche Kriminalromane, die meist im Ruhrgebiet, im Münsterland oder der Eifel liegen. Mit Jacques Berndorf, Jürgen Kehrer sowie Horst Eckert publizierte der Verlag Vertreter aus dem Bereich der sogenannten Regiokrimis. Berndorf und Kehrer sind in Jochen Schmidts „Typengeschichte des Kriminalromans“ (S. 984–993) im Kapitel „über den regionalen Krimi aus deutschen Landen“ die dargestellten Vertreter dieser Gattung.
Mitte der 2000er galt Grafit als Marktführer des deutschsprachigen Krimis, mit rund zwei Millionen D-Mark Jahresumsatz und sechs Angestellten. 2010 gab Booß die Verlagsleitung an Ulrike Rodi ab, die seit 1992 im Verlag als Lektorin tätig gewesen war.
Im selben Jahr wurde Booß mit dem Glauser-Ehrenpreis für besondere Verdienste um den Kriminalroman ausgezeichnet.
Ende 2018 wurde der Grafit-Verlag vom Kölner Emons Verlag übernommen.

## Programm
Veröffentlichte der Verlag am Beginn seiner Tätigkeit auch Sachbücher, wurden ab 1999 nur noch deutsche Kriminalromane verlegt. Der Verlag publizierte pro Jahr etwa 20 neue Buchtitel. Mit Jaques Berndorf veröffentlichte Grafit einen Autor, dessen Werke es regelmäßig auf die Bestsellerliste schafften. Auch Jürgen Kehrers Bücher waren erfolgreich und außerdem verkaufte der Verlag durch ihn erstmals für seine Wilsberg-Reihe Filmrechte. Mit Büchern von Horst Eckert gewann der Verlag renommierte Literaturpreise, wie 1998 den Marlowe sowie den Friedrich-Glauser-Preis im Jahr 2001. Als Grafit ausschließlich Kriminalromane veröffentlichte, wurden auch internationale Buchtitel publiziert, insbesondere Spannungsliteratur aus Finnland. Mit Matti Rönkä schaffte es ein internationaler Grafit-Autor im Jahr 2007 unter die Top 10 der Krimibestenliste.
Ab 2005 veröffentlichte der Verlag historische Romane. Mit Lucie Flebbe (damals unter dem Namen Lucie Klassen) und Marc-Oliver Bischoff wurden 2009 und 2013 zwei Autoren aus dem Grafit-Verlag mit dem Friedrich-Glauser-Preis für den besten Debütroman ausgezeichnet.

## Autoren bei Grafit
- Leo P. Ard
- Jacques Berndorf
- Marc-Oliver Bischoff
- Martin Calsow
- Olaf R. Dahlmann
- Horst Eckert
- Wilfried Eggers
- Lucie Flebbe
- Peter Godazgar
- Andreas Hoppert
- Andreas Izquierdo
- Reinhard Junge
- Jürgen Kehrer
- Ria Klug
- Leenders Bay Leenders
- Sunil Mann
- Gerlinde Michel
- H. Dieter Neumann
- Theo Pointner
- Stefanie Ross
- Beate Sauer
- Werner Schmitz
- Thomas Schweres
- Rainer Wittkamp
- Gabriella Wollenhaupt
- Silke Ziegler
- Jan Zweyer